# Camponotus criniticeps
Camponotus criniticeps é uma espécie de inseto do gênero Camponotus, pertencente à família Formicidae.